# Psoloptera aurifera
Psoloptera aurifera är en fjärilsart som beskrevs av Herrich-Schäffer 1854. Psoloptera aurifera ingår i släktet Psoloptera och familjen björnspinnare. Inga underarter finns listade.